# Johanne Mathilde Bonnevie
Johanne Mathilde Bonnevie, född 12 juli 1837 i Kristiania, död 28 november 1921 i Oslo, var en norsk konstnär. Hon var dotter till borgmästaren i Trondheim Honoratius Bonnevie och Sophie Augusta Baumann samt från 1868 gift med professorn Lorentz Dietrichson och syster till Jacob Aall Bonnevie.
På inrådan från Adolph Tidemands reste Bonnevie till Tyskland där hon studerade konst för Otto Mengelberg i Düsseldorf 1857–1861 samt vid Konstakademien i Stockholm. Hon medverkade i Konstakademiens utställningar 1866, 1868, 1870 och 1873, hon medverkade även på världsutställningen i Wien 1873.
Hon räknas som Norges sista representant för Düsseldorfskolan. Hennes konst består av genremotiv samt illustrationer för bland annat Ny illustrerad tidning. Bonnevie finns representerad vid bland annat Nationalmuseum i Stockholm, Norrköpings konstmuseum och Göteborgs konstmuseum.